# Jane Pierce
Jane Means Appleton Pierce (Hampton, New Hampshire, SAD, 12. ožujka, 1806. – 2. prosinca, 1863.), žena američkog predsjednika Franklina Piercea. Bila je prva dama Amerike od 1853. do 1857. godine.